# Boalt (Örkelljunga)
Boalt is een plaats in de gemeente Örkelljunga in het Zweedse landschap Skåne en de provincie Skåne län. De plaats heeft 60 inwoners (2005) en een oppervlakte van 24 hectare. Boalt wordt omringd door zowel landbouwgrond en bos als moerasachtig gebied, ook stroomt er een klein riviertje ten noorden van de plaats. De plaats Örkelljunga ligt zo'n tien kilometer ten zuiden van het dorp.
Örkelljunga · Skånes-Fagerhult · Åsljunga · Eket · Skånes Värsjö · Boalt · Tockarp